# Erdősmárok
Erdősmárok is een plaats (község) en gemeente in het Hongaarse comitaat Baranya. Erdősmárok telt 93 inwoners (2001).

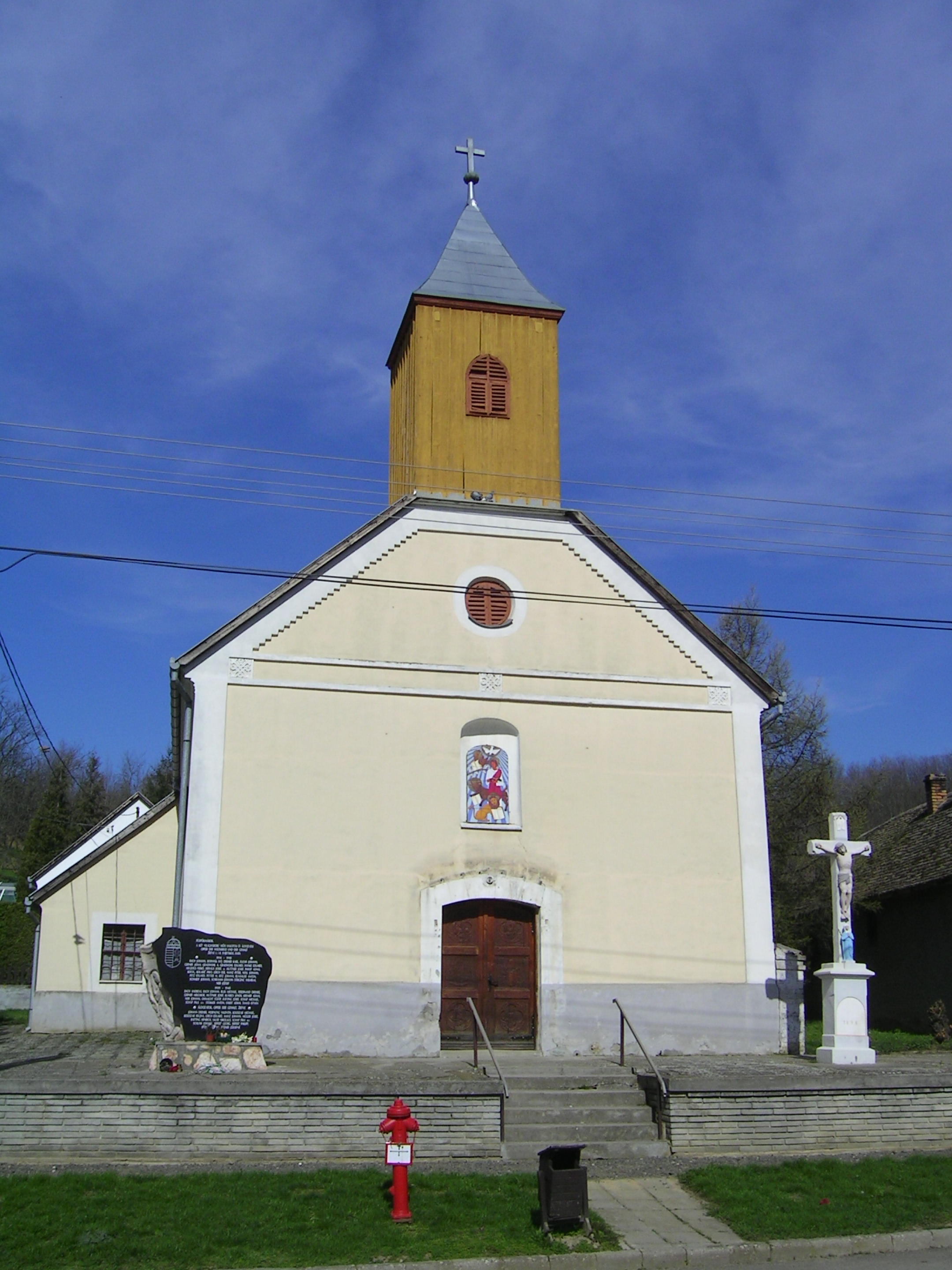
Kerk